# Fox (Oklahoma)
Pour les articles homonymes, voir Fox.
Fox est une census-designated place du comté de Carter, dans l'État d'Oklahoma, aux États-Unis. En 2020, elle compte une population de 92 habitants.